# 小巴伊斯河
小巴伊斯河（法語：Petite Baïse，法語發音：[pətit ba.iz]）是法國的河流，位於該國西南部，屬於巴伊斯河的右支流，河道全長74.9公里，流域面積210平方公里，平均流量每秒2.39立方米，發源自拉讷默藏，河口處在利勒德诺埃。

## 外部連結
- http://www.geoportail.fr （页面存档备份，存于）
- Sandre数据库中的小巴伊斯河